# Ricardo Zambelli
Ricardo Zambelli Simões da Costa (Rio de Janeiro, 1 de março de 1950 – Rio de Janeiro, 18 de fevereiro de 1985) foi um modelo fotográfico e ator brasileiro.

## Biografia
Foi casado com a também atriz Zaira Zambelli. Destacou-se por papéis no cinema, como em Menino do Rio, de Antônio Calmon, e Chico Rei, que não havia ainda sido lançado quando o ator morreu num acidente de motocicleta no Rio de Janeiro, onde estava gravando a telenovela da Rede Globo Um Sonho a Mais, em que fazia o papel de Felipe. Seu personagem desapareceu da trama.